# Mauro Braccioli
Pour les articles homonymes, voir Braccioli.
Mauro Braccioli ou Mauro Bracciuoli, né en 1761 à Bologne et mort le 27 avril 1811 à Plaisance, est un peintre et scénographe baroque, puis néo-classique italien des XVIIIe et XIXe siècles.  

## Biographie
Mauro Braccioli naît à Bologne en 1761. Il apprend les bases de l'art sous l'élève du peintre Ferdinando Galli da Bibiena, le peintre de la quadratura Giovanni Battista Alberoni. Il se perfectionne avec Davide Zanotti, mais garde un grand intérêt pour les créations scénographiques d'Alberoni. Il fréquente l'Accademia Clementina, où il reçoit des prix artistiques en 1777, 1778 et 1779. Il avait été proposé en 1789 pour être élu membre de l'académie par Giacomo De Maria, mais ne l'a finalement pas été. Il avait aussi été élève de Vincenzo Mazza
Il commence sa carrière à Bologne seul, débutant au Teatro Zagnoni et au Théâtre communal en 1787. Il retourne travailler dans ces deux théâtres à plusieurs reprises, jusqu'en 1801. Il peint des scènes au Teatro Scroffa de Ferrare en 1796, puis trois ans plus tard au Teatro di corte à Parme. Il est appelé au théâtre municipal de Plaisance en 1804 pour décorer quelques salles, et décide de rester dans la ville jusqu'à sa mort le 27 avril.

## Œuvres

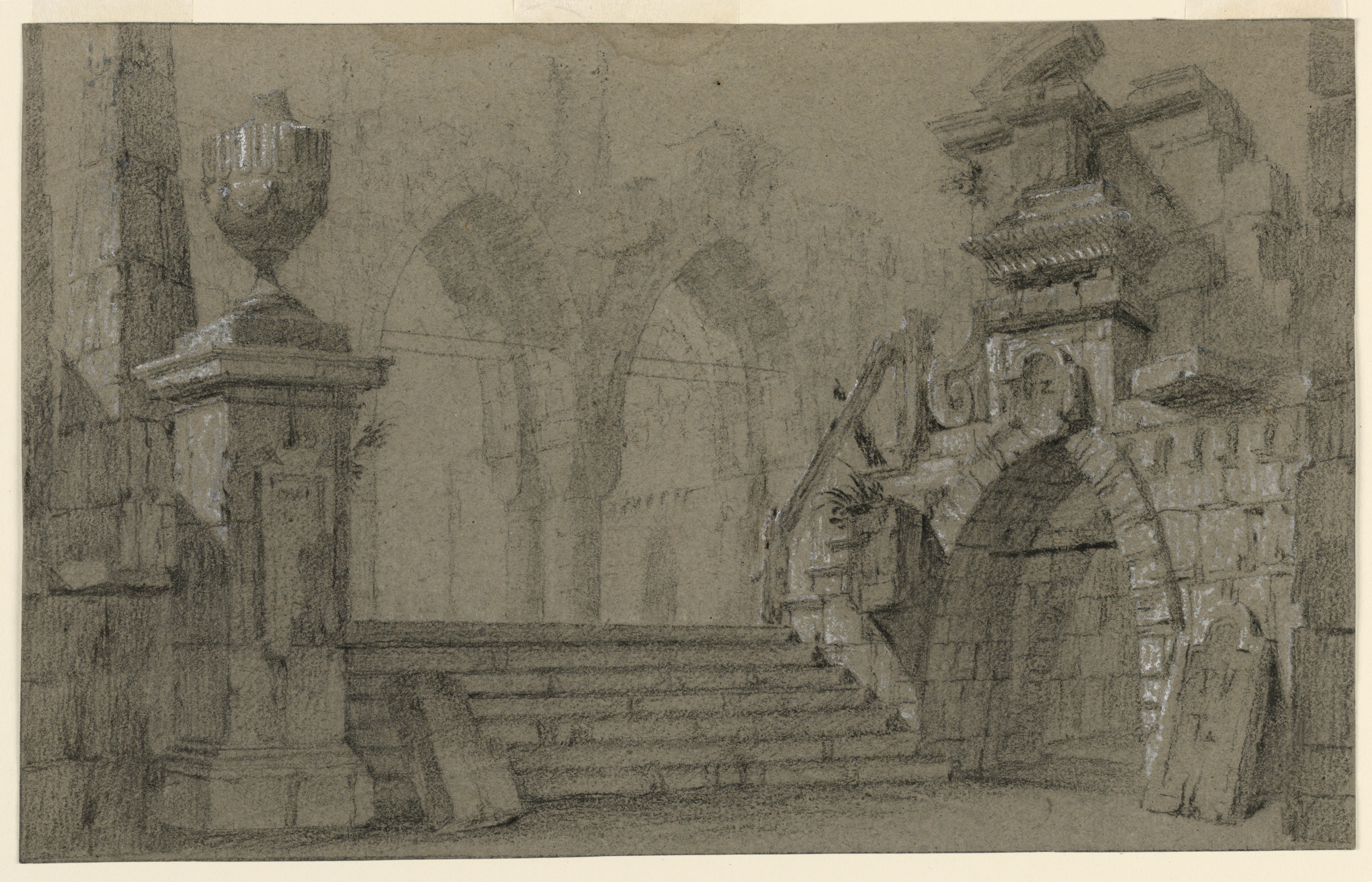
Rovine Gotiche.

À Bologne, il a réalisé la décoration des palazzos Bianchetti-Goretti et Coppi-Cataldi et de l'église San Bartolomeo, dont les voûtes, les lunettes et la charpente de la salle de l'orgue. Il décore une pièce du palazzo Anguissola da Vigolzona à la tempéra dans le style rococo et peints quatre portraits d'un style entièrement du XVIIIe siècle, comme s'il ignorait le néo-classicisme. Sa décoration du théâtre municipal de Plaisance et sa participation avec Giovanni Battista Ercole à la décoration de la basilique Santa Maria di Campagna montre qu'il s'est cependant adapté au nouveau mouvement de l'époque.
Outre la décoration architecturale et la scénographie, Braccioli réalise aussi des peintures sur toiles. On retrouve notamment dans la collection Angiolini un Sépulcre des Vestales et un Sépulcre des Scipions. Quatre de ses peintures sont aussi mentionnées dans la collection de la dame Luigia Le Roux Zangrandi, peintures qui étaient inspirées des Prisons imaginaires de Piranesi. Ses dessins à la détrempe sur papier Capriccio Architettonico con Obelischi e Vapore et Capriccio Architettonico con Tempio Circolare se sont vendues en 2014 pour 52 500 $ (USD).
Collections :
- Bastioni di un castello medievale, plume et encre brune, lavis gris sur papier, 245 × 352 mm, XVIIIe siècle, Morgan Library and Museum (New York), don de Donald M. Oenslager en 1982[4] ;
- Corte di fortezza, détrempe sur papier, 63 × 81 mm, date inconnue, Palazzo della Pilotta (Parme)[5] ;
- Rovine Gotiche, fusain et craie blanche sur papier, probablement avec Vincenzo Mazza, 24,7 × 34,6 cm, XVIIIe siècle, Cooper–Hewitt, Smithsonian Design Museum (New York), don du fonds Eleanor G. Hewitt[6] ;
- Galerie nationale de Parme[2].